# Kernascléden

Kernascléden este o comună în departamentul Morbihan, Franța. În 1 ianuarie 2022 avea o populație de 418 de locuitori.